# Dubautia gymnoxiphium
Dubautia gymnoxiphium là một loài thực vật có hoa trong họ Cúc. Loài này được (A.Gray) ined. mô tả khoa học đầu tiên.